# Leisnig

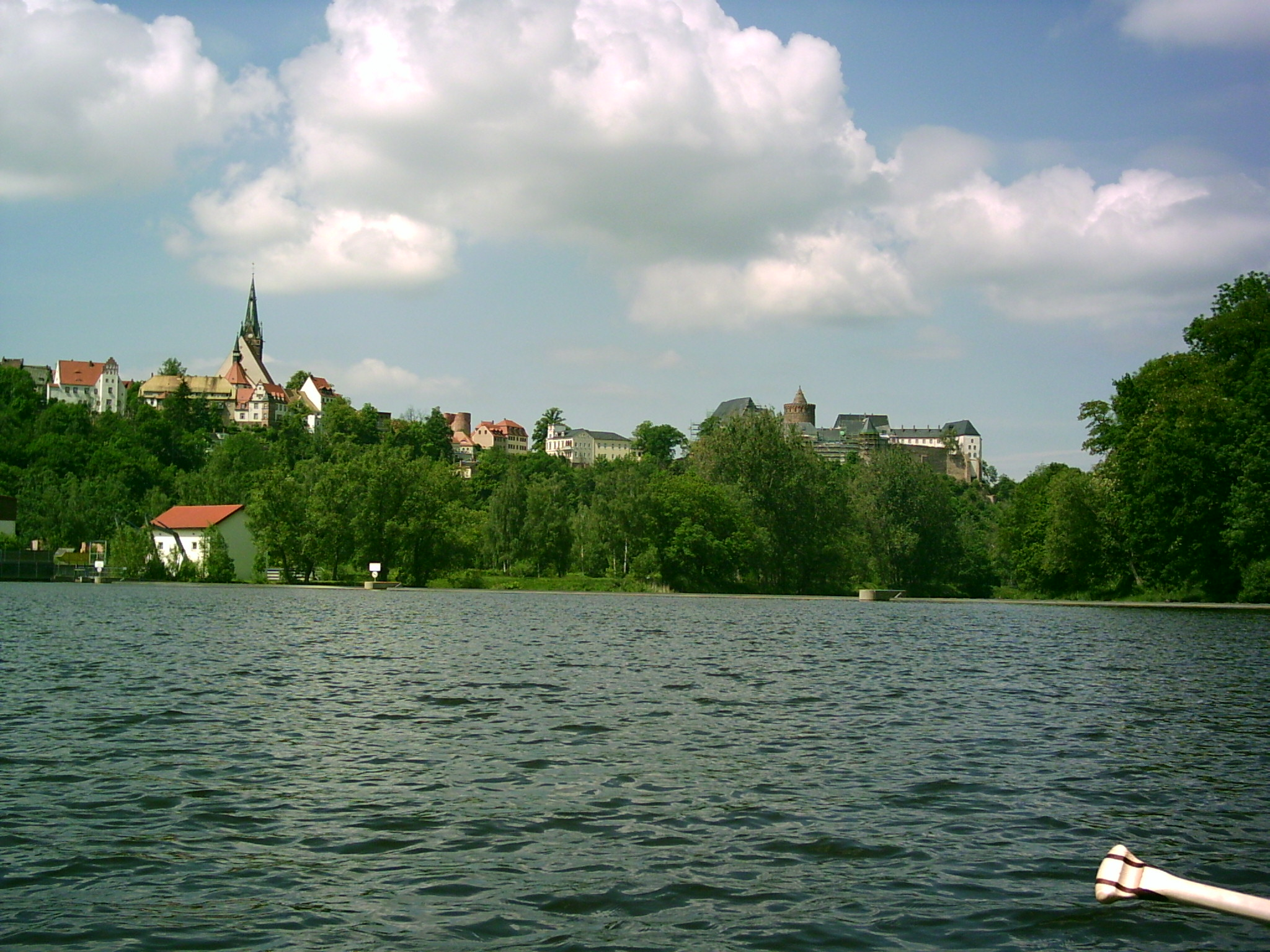
Leisnig von der Mulde aus gesehen

Leisnig ist eine Stadt an der Freiberger Mulde im Landkreis Mittelsachsen im Freistaat Sachsen, rund 50 km südöstlich von Leipzig.

## Geographie

### Geographische Lage
Leisnig befindet sich im und über dem tief eingeschnittenen Tal der Freiberger Mulde inmitten des Sächsischen Burgenlandes. Die Stadt Grimma liegt ca. 15 km nordwestlich, die Stadt Döbeln ca. 20 km östlich der Stadt.

### Stadtgliederung
Die Stadt Leisnig gliedert sich in den Kernort Leisnig und 40 weitere Ortsteile. (Angaben in Klammern: Einwohnerzahl zum 9. Mai 2011)
| - Altenhof (176) - Altleisnig (96) - Beiersdorf (71) - Bockelwitz (167) - Börtewitz (193) - Brösen (154) - Clennen (53) - Dobernitz (23) - Doberquitz (23) - Doberschwitz (64) - Fischendorf (361) - Görnitz (83) - Gorschmitz (214) - Großpelsen (61) | - Hetzdorf (35) - Kalthausen (22) - Kleinpelsen (67) - Klosterbuch (62) - Korpitzsch (64) - Kroptewitz (174) - Leuterwitz (32) - Marschwitz (112) - Meinitz (133) - Minkwitz (246) - Naundorf (136) - Naunhof (143) - Nicollschwitz (27) - Paudritzsch (67) | - Polditz (148) - Polkenberg (238) - Queckhain (41) - Röda (55) - Scheergrund (27) - Sitten (138) - Tautendorf (66) - Tragnitz (123) - Wiesenthal (71) - Zeschwitz (17) - Zollschwitz (28) - Zschockau (22) |

### Nachbargemeinden
Angrenzende Gemeinden sind (im Uhrzeigersinn) Großweitzschen und die Stadt Hartha im Landkreis Mittelsachsen sowie die Stadt Colditz mit der früheren Gemeinde Zschadraß im Landkreis Leipzig.

## Geschichte

### Überblick der Stadtgeschichte
Die Ursprünge der Stadt Leisnig stehen in engem Zusammenhang zur im 10. Jahrhundert errichteten Burg Mildenstein. Die Burg gehört zu den ältesten Anlagen in Sachsen. Die erste urkundliche Erwähnung des zugehörigen Burgwards erfolgte 1046 als „Lisnich“.
Im Schutz der Burg entwickelten sich mehrere Siedlungskerne. Unterhalb der Burg entstand im Umfeld der heutigen Pankratiuskirche die Siedlung Tragnitz als Suburbium. Die erste Erwähnung erfolgte 1215. Zwei Kilometer flussabwärts der Freiberger Mulde von der Burg Mildenstein entwickelte sich nach 1100 an der Handelsstraße von Leipzig über Grimma nach Böhmen eine Kaufmannssiedlung. Diese Siedlung, das spätere Altleisnig, wurde ebenfalls 1215 als oppidum novum Liznik (neue Stadt Leisnig) bezeichnet. Charakteristisches Merkmal dieser Siedlung war das Vorhandensein einer Nikolaikirche, die dem heiligen Nikolaus, dem Schutzheiligen der reisenden Händler geweiht, war. Sowohl die Kirche von Tragnitz als auch von Altleisnig gehörten zur Parochie der Matthäikirche vor der Burg Mildenstein. Altleisnig war noch bis zum 16. Jahrhundert mit stadtähnlichen Vorrechten ausgestattet, welche die Siedlung über die Dörfer der Umgebung heraushob.
Seit dem frühen 13. Jahrhundert entwickelte sich im Anschluss an die Burg Mildenstein auf dem vor Hochwasser sicheren Bergsporn über der Mulde ein burgbezogener Marktort, der 1286 als nova civitas ante castrum (Neustadt vor der Burg) genannt wurde, während Altleisnig zu diesem Zeitpunkt als vetus civitas Lisnich (Altstadt Leisnig) bezeichnet wurde. Die Verlegung der Stadt aus der Muldenaue (Altleisnig) auf den Bergsporn erfolgte um 1278/80. Ausschlaggebend dürfte die größere Schutzlage nahe der Burg gewesen sein. Die frühe Marktsiedlung wurde um eine planmäßig von den Leisniger Burggrafen angelegte Siedlung erweitert, deren Kern der heutige Leisniger Marktplatz ist. Um 1280 wurde die Stadt nach Süden und Westen mit einer Stadtmauer befestigt, nach Norden hin bot der Steilhang zur Freiberger Mulde einen natürlichen Schutz. Karlheinz Blaschke gibt für die Zeit um 1300 für Leisnig eine Zahl von etwa 1000 Einwohnern an.
Die Stadt erfüllte insbesondere die Funktion als Getreidemarkt für das umliegende von Landwirtschaft geprägte Gebiet. Daneben erlangte auch der Fernhandel eine gewisse Bedeutung. Leisnig lag an den überregional bedeutsamen Straßenzügen von Leipzig über den Deutscheinsiedler Sattel nach Böhmen sowie von Borna nach Freiberg. Im Schutz der Burg Mildenstein konnten diese Handelswege an mehreren Stellen die Mulde queren: In Altleisnig bestand eine Furt, unterhalb der Burg existierten in Fischendorf und bei der Niedermühle zwei frühe Muldenbrücken. Der Zoll- und Umschlagplatz Leisnig erlangte 1481 das Stapelrecht.

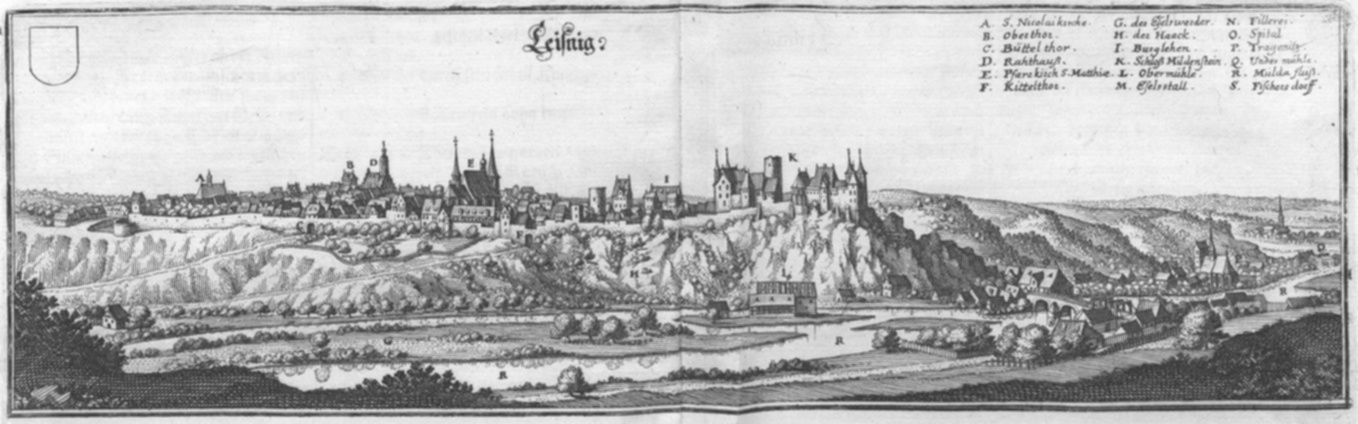
Blick auf Leisnig (Ansicht von 1650)

Plan von Leisnig 1753

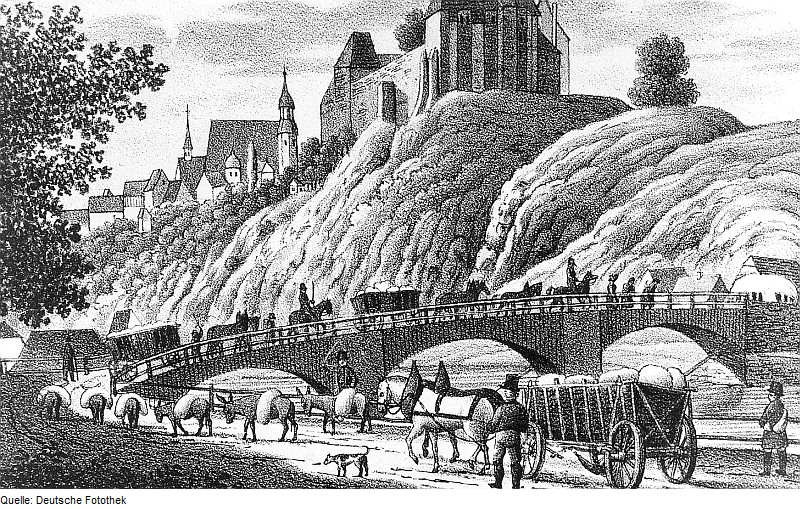
Mehltransporte über die Muldenbrücke Fischendorf unterhalb der Burg Mildenstein (Darstellung von 1840)

Wenige Jahrzehnte zuvor brannte die Stadt 1444 komplett ab. Beim Wiederaufbau entstand zwischen 1460 und 1484 der großzügige Bau der Stadtkirche Sankt-Matthäi anstelle eines romanischen Vorgängerbaus. Zwischen 1495 und 1535 forderten mehrere Pestepidemien in Leisnig und Umgebung zahlreiche Todesopfer. In diese Zeit fiel 1519 die Einführung der Reformation. Eine weitere drohende Einäscherung der Stadt konnte 1547 durch Peter Apian verhindert werden. Apian machte dafür seinen Einfluss als Hofmathematiker bei dem vor der Schlacht bei Mühlberg in Leisnig weilenden Kaiser Karl V. geltend. 1552 zählte Leisnig 226 besessene Bürger, 20 Grundbesitzer ohne Haus und 162 Inwohner. Damit hatte die Stadt etwa 1400 Einwohner.
Während des Dreißigjährigen Krieges wurde die Stadt am 20. März 1637 von schwedischen Truppen vollständig niedergebrannt. Der Wiederaufbau erfolgte vergleichsweise rasch. Der Neubau der Stadtkirche Sankt-Matthäi erfolgte zwischen 1638 und 1646, doch der Turm stand länger als Ruine und wurde erst zwischen 1676 und 1695 neu errichtet. 1697 zählte die Stadt wieder 367 bewohnte und nur noch 25 unbewohnte Häuser mit insgesamt 1520 erwachsenen Einwohnern. Doch bereits am 5. Oktober 1700 wurde die Stadt erneut von einem Stadtbrand heimgesucht, bei dem binnen sechs Stunden 308 Gebäude niederbrannten. Nur die Kirche, die Schule, das Pfarrhaus, das Kornhaus und drei kleinere Anwesen blieben verschont.
Mit der Einquartierung des Königlich-Stanislausschen Infanterie-Regimentes begann 1707 die Geschichte der Stadt als Garnisonsstadt, die bis 1993 andauern sollte. Für die wirtschaftliche Entwicklung der Stadt war zu jener Zeit die Herstellung und der Handel mit Tuch und Leinwand prägend. 1697 zählte Leisnig 340 ansässige Bürger, darunter befanden sich 142 Tuchmacher und 42 Leinweber. 1753 waren in der Stadt 121 Tuchmachermeister und 61 Zeug- und Leinwebermeister ansässig. Drittstärkste Handwerkergruppe waren die 53 Schuhmachermeister. Eine Schuhmacherinnung bestand in Leisnig bereits seit 1325. An das traditionsreiche Handwerk erinnert heute der 1996 gefertigte Leisniger Riesenstiefel. Die seit jeher betriebene Landwirtschaft wurde ab 1787 mit dem planmäßigen Obstanbau ergänzt.

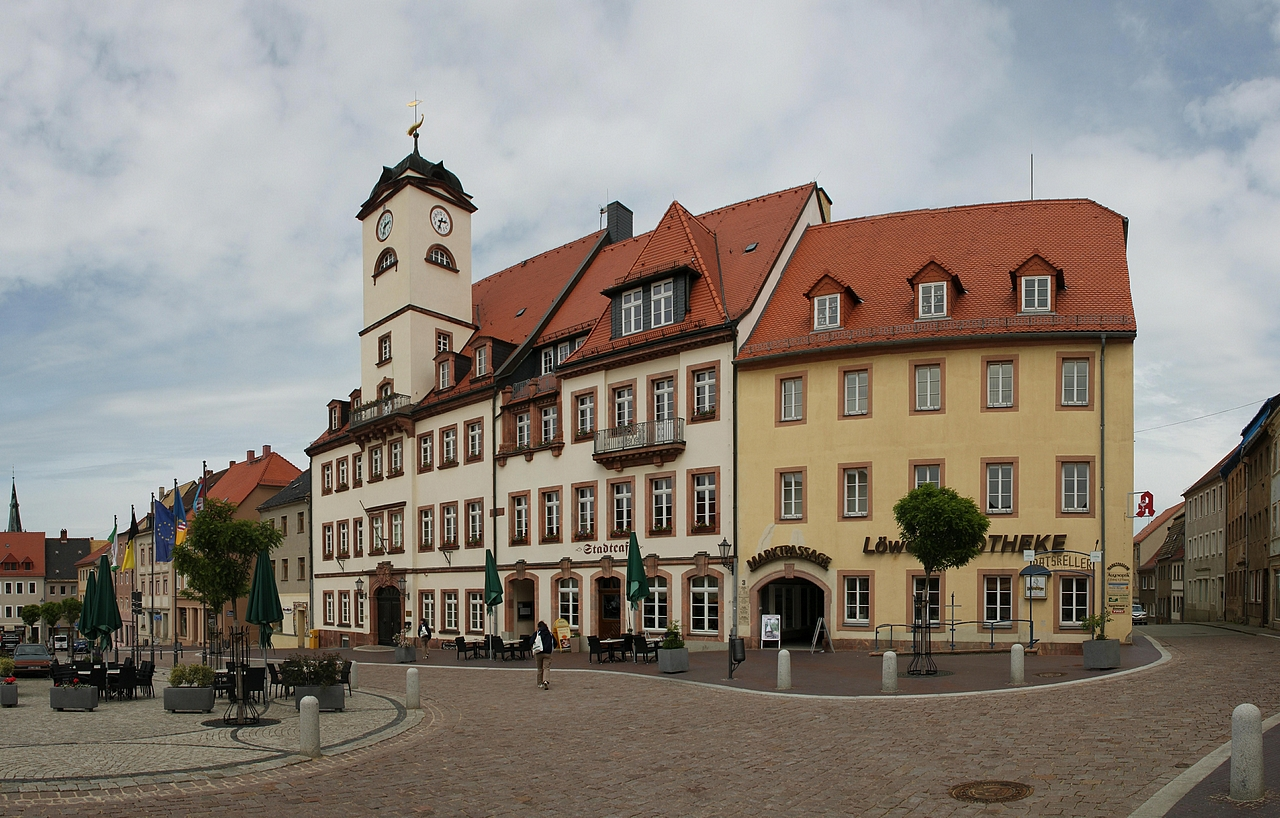
Blick auf das 1809 erbaute Rathaus an der Ostseite des Marktes

Zum Laurentiusmarkt am 10. August 1803 brach der letzte große Stadtbrand aus. Den Flammen fiel nahezu die gesamte Oberstadt mit 195 Wohnhäusern, 4 öffentlichen Gebäuden und 43 Scheunen zum Opfer. Im Rahmen des anschließenden Wiederaufbaus wurde die Stadtmauer niedergelegt. Baulich markant war die Entscheidung, das bislang in der Mitte des Marktes befindliche Rathaus am Rande des Platzes auf der Brandruine des Gasthofes „Zum Goldenen Engel“ zu errichten. Der Rathausneubau wurde 1809 fertiggestellt. Der Großteil der heute noch vorhandenen Bausubstanz der Stadt stammt aus der Wiederaufbauphase nach dem Brand von 1803. Während der Freiheitskriege forderte 1813 eine Typhusepidemie 171 Todesopfer.
Das Jahr 1819 markierte mit der Aufstellung der ersten Spinnmaschine in der Niedermühle Tragnitz den Beginn der Industrialisierung in Leisnig. Die traditionell ansässigen Leinweber und Tuchmacher bildeten den Ausgangspunkt für einige Betriebe der Textilindustrie. Der Tuchfabrikant Heinrich Herrmann Böttger, Vater des Chemikers Wilhelm Böttger, installierte 1857 in seiner Fabrik an der Fischendorfer Brücke die erste Leisniger Dampfmaschine. Weitere ansässige Gewerbe bildeten den Grundstock für einige metallverarbeitende Fabriken sowie Fabriken zur Herstellung von Möbeln, Schuhen und Zigaretten.
Zwischen 1834 und 1871 erhöhte sich die Einwohnerzahl um knapp 2000 Personen von 4795 auf 6751. Die Stadt wuchs langsam über den Bereich der ehemals ummauerten Altstadt in Richtung Süden hinaus. 1844 wurde in der Chemnitzer Vorstadt (Areal im Umfeld der heutigen Chemnitzer Straße) das erste Haus errichtet. Im Rahmen des Baus der Bahnstrecke Borsdorf–Coswig als zweite Eisenbahnlinie zwischen Leipzig und Dresden erhielt Leisnig 1867 den Anschluss an das Eisenbahnnetz. Der im Muldental südöstlich der Altstadt gelegene Bahnhof markierte einen neuen Fixpunkt der Stadtentwicklung. Im Umfeld des Bahnhofes (Bahnhofsvorstadt) siedelten sich in den folgenden Jahrzehnten weitere Fabriken an. Die Einwohnerzahl stieg bis 1910 nochmals auf 8001 Einwohner an.

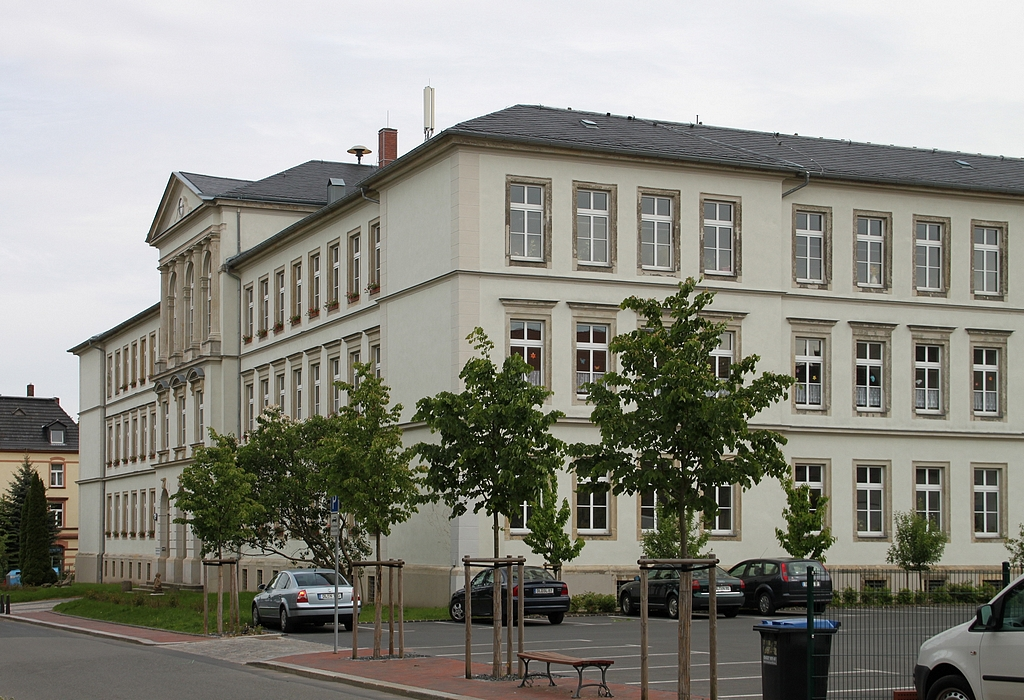
Blick auf die 1873 erbaute Bürgerschule, eine der im Zuge der Stadterweiterung errichteten Leitbauten

Neben dem Bahnhof entstanden im letzten Viertel des 19. Jahrhunderts im Zuge der Stadterweiterung weitere markante öffentliche Gebäude. Die Leisniger Garnison erhielt im Südwesten der Stadt an der Colditzer Straße mit der 1887/88 erbauten „König-Albert-Kaserne“ ein neues Quartier. Das Militärareal wurde 1913/14 um die in unmittelbarer Nachbarschaft errichtete „König-Friedrich-August-Kaserne“ erweitert. An der Ecke Poststraße/Hochstraße entstand 1891 der markante rote Ziegelbau des kaiserlichen Postamtes. Das Bevölkerungswachstum machte zudem den Neubau geeigneter Schulgebäude notwendig, die ebenfalls vor dem alten Stadtgraben errichtet wurden. 1873 entstand am Lindenplatz die Bürgerschule (heute Sigismund-Reschke-Grundschule). Unweit der Bürgerschule wurde 1887 die Realschule (heute Peter-Apian-Oberschule Leisnig) als höhere Lehranstalt erbaut.
Im Jahre 1946 feierte die Stadt mit der 900-Jahr-Feier das erste Stadtjubiläum nach dem Zweiten Weltkrieg in der sowjetischen Besatzungszone.
Nach 1990 gehörte Leisnig zum Landkreis Döbeln und damit zum Regierungsbezirk Leipzig, 2008 wechselte der Landkreis als Teil von Mittelsachsen in den Direktionsbezirk Chemnitz. Am 1. Januar 2012 schloss sich Leisnig mit der Gemeinde Bockelwitz zusammen.

### Eingemeindungen
| Ehemalige Gemeinde bzw. Gutsbezirk, Ortsteile  | Datum                       | Anmerkung |
| ---------------------------------------------- | --------------------------- | --- |
| Altenhof                                       | 1. Juli 1963                | Eingemeindung nach Naunhof |
| Altleisnig                                     | 1. Juli 1950                | Eingemeindung nach Polditz |
| Arras                                          | 1. Mai 1839                 | Arras, Polditz (ohne Rittergut Polditz) und Wiesenthal bilden eine Gemeinde Polditz im Zuge der Umsetzung der Sächsischen Landgemeindeordnung von 1838                                   |
| Beiersdorf                                     | 1. Januar 1952              | Eingemeindung nach Naunhof |
| Bockelwitz                                     | 1. Januar 2012              | |
| Bocksdorf                                      | 14. Februar 1921            | Zusammenschluss mit dem selbstständigen Gutsbezirk Polkenberg zur Gemeinde Polkenberg |
| Börtewitz, Gutsbezirk Rittergut                | um 1921                     | Eingemeindung nach Börtewitz |
| Börtewitz                                      | 1. März 1991                | Eingemeindung nach Bockelwitz |
| Brösen                                         | 1. Januar 1969              | |
| Clennen                                        | 1. Oktober 1937             | Eingemeindung nach Sitten |
| Dobernitz                                      | 1. Juli 1950                | Eingemeindung nach Kroptewitz |
| Doberquitz                                     | 1. Oktober 1937             | Eingemeindung nach Sitten |
| Doberschwitz                                   | 1. August 1936              | Eingemeindung nach Zschockau |
| Fischendorf                                    | 1. Oktober 1965             | |
| Görnitz                                        | 1. Juli 1950                | Eingemeindung nach Polkenberg |
| Gorschmitz, Gutsbezirk Rittergut               | um 1921                     | Eingemeindung nach Gorschmitz |
| Gorschmitz                                     | 1. Januar 1969              | |
| Großpelsen                                     | 1. April 1938               | Eingemeindung nach Börtewitz |
| Hasenberg                                      | 1. Januar 1957              | Umgemeindung des Ortsteils Hasenberg (ehemaliges Freigut bis 1839 zum Rittergut Korpitzsch gehörig) aus der Gemeinde Seifersdorf in die Gemeinde Brösen (Ortsteil Tautendorf)            |
| Hetzdorf                                       | 1. Juli 1950                | Eingemeindung nach Naundorf |
| Kalthausen                                     | 1. August 1936              | Eingemeindung nach Zschockau |
| Kleinpelsen                                    | 1. April 1938               | Eingemeindung nach Börtewitz |
| Klosterbuch                                    | 1. Mai 1839 1. Oktober 1965 | Klosterbuch (ohne Landesschulgut Klosterbuch mit Vorwerk Tautendorf) und Scheergrund bilden eine Gemeinde Klosterbuch im Zuge der Umsetzung der Sächsischen Landgemeindeordnung von 1838 |
| Klosterbuch, Gutsbezirk Landesschulgut         | 21. März 1949               | Eingemeindung nach Klosterbuch |
| Korpitzsch, Gutsbezirk Rittergut               | um 1921                     | Eingemeindung nach Korpitzsch |
| Korpitzsch                                     | 1. Juli 1950                | Eingemeindung nach Polkenberg |
| Kroptewitz, Gutsbezirk Rittergut               | um 1921                     | Eingemeindung nach Kroptewitz |
| Kroptewitz                                     | 28. Dezember 1962           | Eingemeindung nach Bockelwitz |
| Leuterwitz                                     | 1. Juli 1950                | Eingemeindung nach Bockelwitz |
| Marschwitz, Gutsbezirk Rittergut (mit Vorwerk) | um 1921                     | Eingemeindung nach Marschwitz |
| Marschwitz                                     | 1. Juli 1950                | Eingemeindung nach Polditz |
| Meinitz                                        | 1. Oktober 1965             | |
| Minkwitz                                       | 1. Januar 1992              | |
| Naundorf                                       | 1. Juli 1963                | Eingemeindung nach Naunhof |
| Naunhof                                        | 15. März 1992               | Eingemeindung nach Bockelwitz |
| Nicollschwitz                                  | 1. Juli 1950                | Eingemeindung nach Bockelwitz |
| Paudritzsch, Gutsbezirk Vorwerk                | um 1921                     | Eingemeindung nach Klosterbuch |
| Polditz, Gutsbezirk Rittergut                  | um 1921                     | Eingemeindung nach Polditz |
| Polditz                                        | 1. Mai 1839 1. Juni 1973    | Arras, Polditz (ohne Rittergut Polditz) und Wiesenthal bilden eine Gemeinde Polditz im Zuge der Umsetzung der Sächsischen Landgemeindeordnung von 1838 Eingemeindung nach Polkenberg     |
| Polkenberg, Gutsbezirk Rittergut               | 14. Februar 1921            | Zusammenschluss mit der Gemeinde Bocksdorf zur Gemeinde Polkenberg |
| Polkenberg                                     | 1. Januar 1999              | Eingemeindung nach Bockelwitz |
| Queckhain                                      | 1. Januar 1952              | Eingemeindung nach Minkwitz |
| Röda                                           | 10. Oktober 1965            | Eingemeindung nach Gorschmitz |
| Scheergrund                                    | 1. Mai 1839                 | Klosterbuch (ohne Landesschulgut Klosterbuch mit Vorwerk Tautendorf) und Scheergrund bilden eine Gemeinde Klosterbuch im Zuge der Umsetzung der Sächsischen Landgemeindeordnung von 1838 |
| Sitten, Gutsbezirk Rittergut                   | um 1921                     | Eingemeindung nach Sitten |
| Sitten                                         | 1. Juni 1973                | Eingemeindung nach Bockelwitz |
| Staatsforstrevier Seidewitz, Gutsbezirk        | 1. Dezember 1948            | Teileingliederung nach Altenhof und Minkwitz |
| Tautendorf                                     | 1. Januar 1952              | Eingemeindung nach Brösen |
| Tautendorf, Vorwerk                            | 21. März 1949               | Eingemeindung nach Klosterbuch, als Teil des selbstständigen Gutsbezirk Landesschulgut Klosterbuch                                                                                       |
| Tragnitz                                       | 1. Januar 1960              | |
| Wiesenthal                                     | 1. Mai 1839                 | Arras, Polditz (ohne Rittergut Polditz) und Wiesenthal bilden eine Gemeinde Polditz im Zuge der Umsetzung der Sächsischen Landgemeindeordnung von 1838                                   |
| Zennewitz                                      | um 1842                     | Eingemeindung nach Görnitz |
| Zeschwitz                                      | 1. Oktober 1937             | Eingemeindung nach Görnitz |
| Zollschwitz                                    | 1. Juli 1963                | Eingemeindung nach Naunhof |
| Zschockau                                      | 1. Oktober 1965             | Eingemeindung nach Polkenberg |

### Einwohnerentwicklung
Im Jahr 2000 wohnten in Leisnig 7585 und in Bockelwitz 2893, zusammen 10478 Einwohner. 2010 waren es in beiden Gemeinden zusammen noch 9090 Einwohner, was einem Rückgang von etwa 13 Prozent entspricht.
| Jahr | 1834  | 1885  | 1925  | 1933  | 1939  | 1946 a | 1950 b | 1960  | 1990   | 2004  | 2007  | 2009  | 2011  | 2012  | 2013  | 2022  |
| --- | ----- | ----- | ----- | ----- | ----- | ------ | ------ | ----- | ------ | ----- | ----- | ----- | ----- | ----- | ----- | ----- |
| Einwohner | 4.795 | 7.315 | 7.712 | 8.108 | 9.776 | 10.077 | 9.590  | 8.585 | 11.697 | 7.054 | 6.734 | 6.491 | 8.909 | 8.685 | 8.586 | 8.249 |
| ab 1960 31. Dezember – Quelle ab 2004: Statistisches Landesamt Sachsen a Volkszählung vom 29. Oktober 1946 b Volkszählung vom 31. August 1950 |       |       |       |       |       |        |        |       |        |       |       |       |       |       |       |       |

## Politik

### Stadtrat
Seit der Stadtratswahl am 9. Juni 2024 verteilen sich die 18 Sitze des Stadtrates folgendermaßen auf die einzelnen Gruppierungen:
- CDU: 5 Sitze
- WV Stadt und Land Leisnig: 4 Sitze

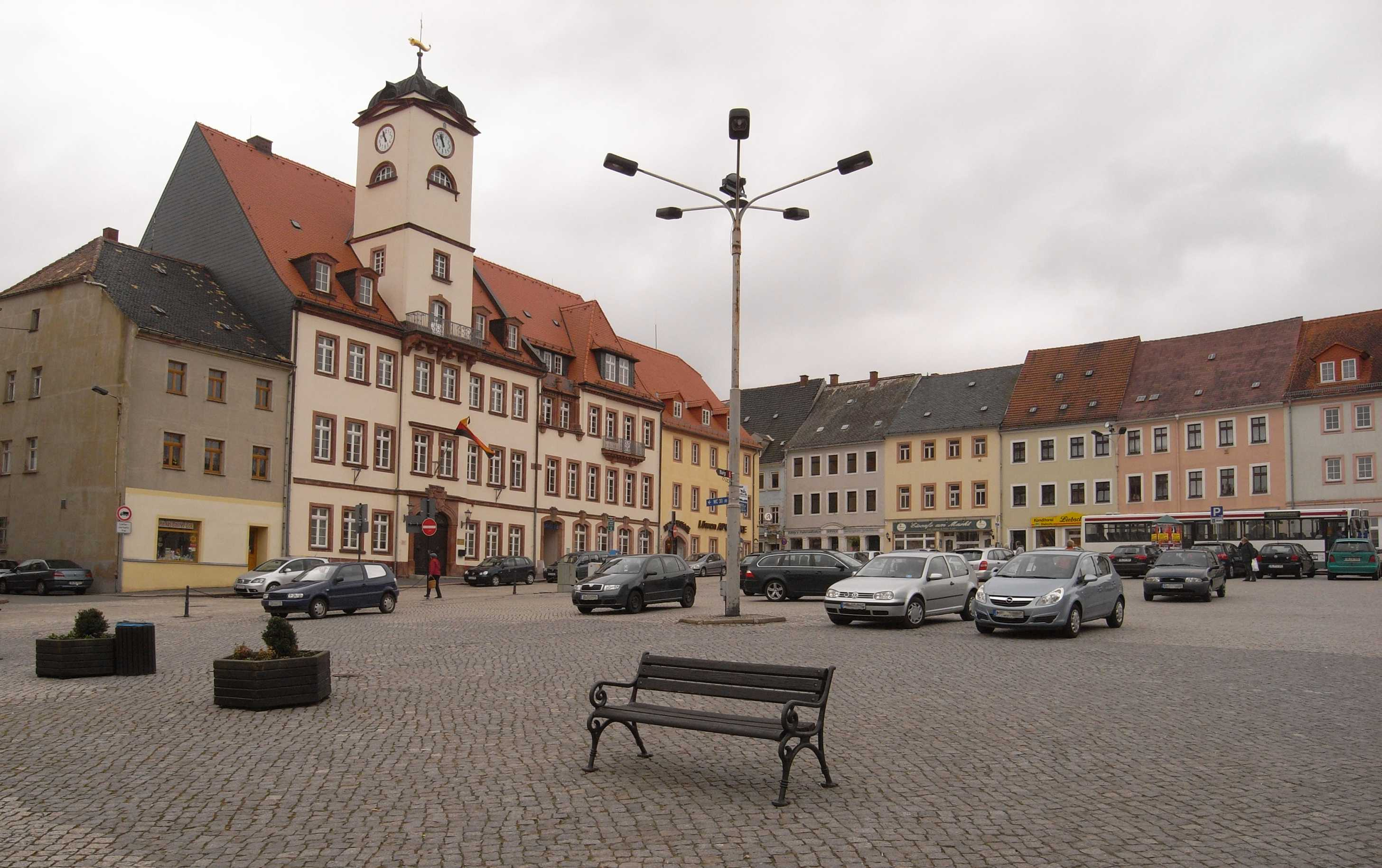
Rathaus am Marktplatz (2009)

- AfD: 3 Sitze
- SPD: 2 Sitze
- Freie Sachsen: 2 Sitze
- Linke: 2 Sitze

| Stadtrat ab 2024Insgesamt 18 Sitze - Linke: 2 - SPD: 2 - WV: 4 - CDU: 5 - AfD: 3 - FS: 2 | Liste                     | 2024   | 2024   | 2019   | 2019   | 2014   | 2014   |
| Stadtrat ab 2024Insgesamt 18 Sitze - Linke: 2 - SPD: 2 - WV: 4 - CDU: 5 - AfD: 3 - FS: 2 | Liste                     | Sitze  | in %   | Sitze  | in %   | Sitze  | in %   |
| Stadtrat ab 2024Insgesamt 18 Sitze - Linke: 2 - SPD: 2 - WV: 4 - CDU: 5 - AfD: 3 - FS: 2 | CDU                       | 5      | 26,8   | 6      | 35,5   | 9      | 44,6   |
| Stadtrat ab 2024Insgesamt 18 Sitze - Linke: 2 - SPD: 2 - WV: 4 - CDU: 5 - AfD: 3 - FS: 2 | WV Stadt und Land Leisnig | 4      | 21,0   | 5      | 26,0   | 4      | 24,7   |
| Stadtrat ab 2024Insgesamt 18 Sitze - Linke: 2 - SPD: 2 - WV: 4 - CDU: 5 - AfD: 3 - FS: 2 | AfD                       | 3      | 18,4   | –      | –      | –      | –      |
| Stadtrat ab 2024Insgesamt 18 Sitze - Linke: 2 - SPD: 2 - WV: 4 - CDU: 5 - AfD: 3 - FS: 2 | SPD                       | 2      | 11,1   | 3      | 15,6   | 1      | 5,0    |
| Stadtrat ab 2024Insgesamt 18 Sitze - Linke: 2 - SPD: 2 - WV: 4 - CDU: 5 - AfD: 3 - FS: 2 | Freie Sachsen             | 2      | 10,6   | –      | –      | –      | –      |
| Stadtrat ab 2024Insgesamt 18 Sitze - Linke: 2 - SPD: 2 - WV: 4 - CDU: 5 - AfD: 3 - FS: 2 | Linke                     | 2      | 10,0   | 3      | 16,9   | 4      | 21,2   |
| Stadtrat ab 2024Insgesamt 18 Sitze - Linke: 2 - SPD: 2 - WV: 4 - CDU: 5 - AfD: 3 - FS: 2 | Grüne                     | –      | 2,0    | 1      | 6,0    | –      | 1,7    |
| Stadtrat ab 2024Insgesamt 18 Sitze - Linke: 2 - SPD: 2 - WV: 4 - CDU: 5 - AfD: 3 - FS: 2 | NPD                       | –      | –      | –      | –      | –      | 2,7    |
| Stadtrat ab 2024Insgesamt 18 Sitze - Linke: 2 - SPD: 2 - WV: 4 - CDU: 5 - AfD: 3 - FS: 2 | Wahlbeteiligung           | 69,5 % | 69,5 % | 62,7 % | 62,7 % | 49,8 % | 49,8 % |

### Bürgermeister
Seit 2022 ist Carsten Graf (parteilos) Bürgermeister. Er wurde am 3. Juli 2022 im zweiten Wahlgang mit 57,8 Prozent der gültigen Stimmen gewählt.
| Wahl | Bürgermeister  | Vorschlag             | Wahlergebnis (in %) |
| ---- | -------------- | --------------------- | ------------------- |
| 2022 | Carsten Graf   | WV, Linke, SPD, Grüne | 57,8                |
| 2015 | Tobias Goth    | CDU                   | 49,9                |
| 2008 | Tobias Goth    | CDU                   | 53,9                |
| 2001 | Heiner Stephan | CDU                   | 68,8                |

### Wappen
Blasonierung: „In Schwarz eine goldene Zinnenmauer mit breitbedachtem erkerverziertem Torturm und geöffneten Tor; am Turm über dem Tor ein goldener Schild mit einem schwarzen Schrägrechtsbalken, begleitet von je drei schwarzen Rauten.“

### Städtepartnerschaften
Leisnig unterhält Städtepartnerschaften mit Bünde in Nordrhein-Westfalen, mit Oggiono in der Lombardei (Italien) sowie mit der ungarischen Stadt Halásztelek.

## Kultur und Sehenswürdigkeiten
- siehe auch: Liste der Kulturdenkmale in Leisnig

### Museen

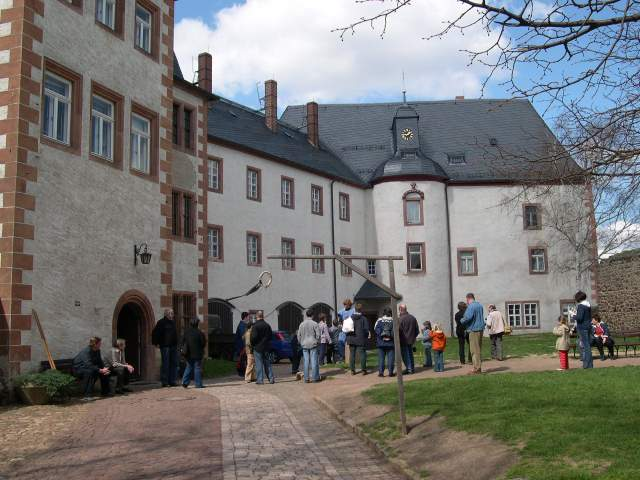
Burg Mildenstein mit Museum

Das Museum auf der Burg Mildenstein entstand bereits 1890 durch den Leisniger Geschichts- und Altertumsverein. Neben einer Ausstellung zur Geschichte der Burg, zu der bedeutende Fundstücke wie böhmische Gläser aus dem 14. Jahrhundert gehören, sind auch neu eingerichtete Ausstellungen zum Strafvollzug und zum Amt Leisnig zu nennen. Im 2006 eingeweihten Stiefelmuseum auf der Vorburg wird das Wahrzeichen der Stadt, der Riesenstiefel ausgestellt. Im Rathaus wird eine kleine Galerie mit jährlich mehrfach wechselnden Ausstellungen unterhalten.
Seit 2004 gibt es das Museum Historische Maschinen & Fahrzeuge. Es stellt das Leben in der ehemaligen DDR dar mit Schwerpunkt auf Fahrzeugen. Etwa 20 Autos, 1 Lkw, 12 Motorräder, 10 Mopeds, 4 Fahrräder und 15 Motoren sind ausgestellt.

### Bauwerke

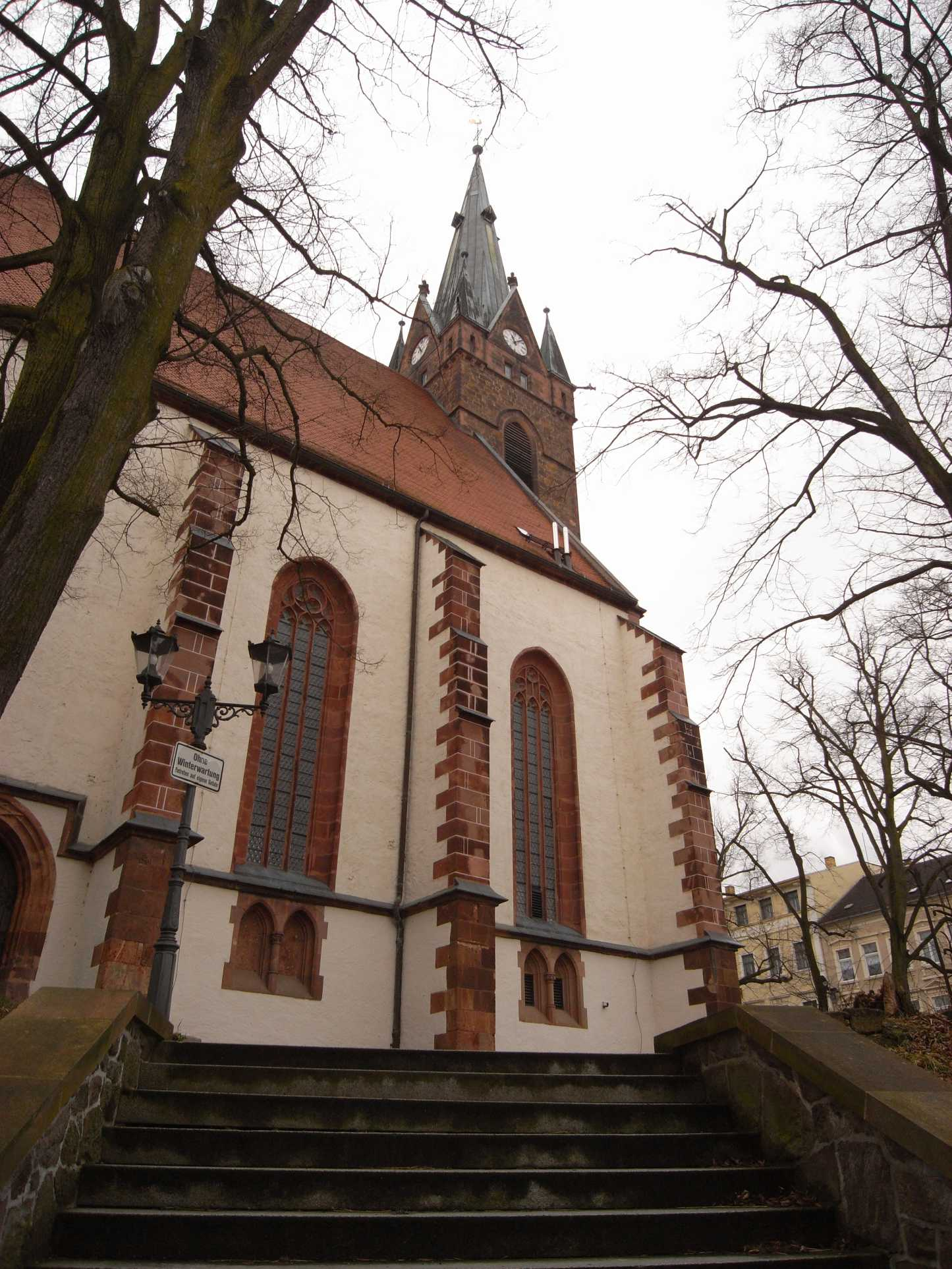
Kirche St. Matthäi, erbaut 1460–1484 auf einem romanischen Vorläuferbau

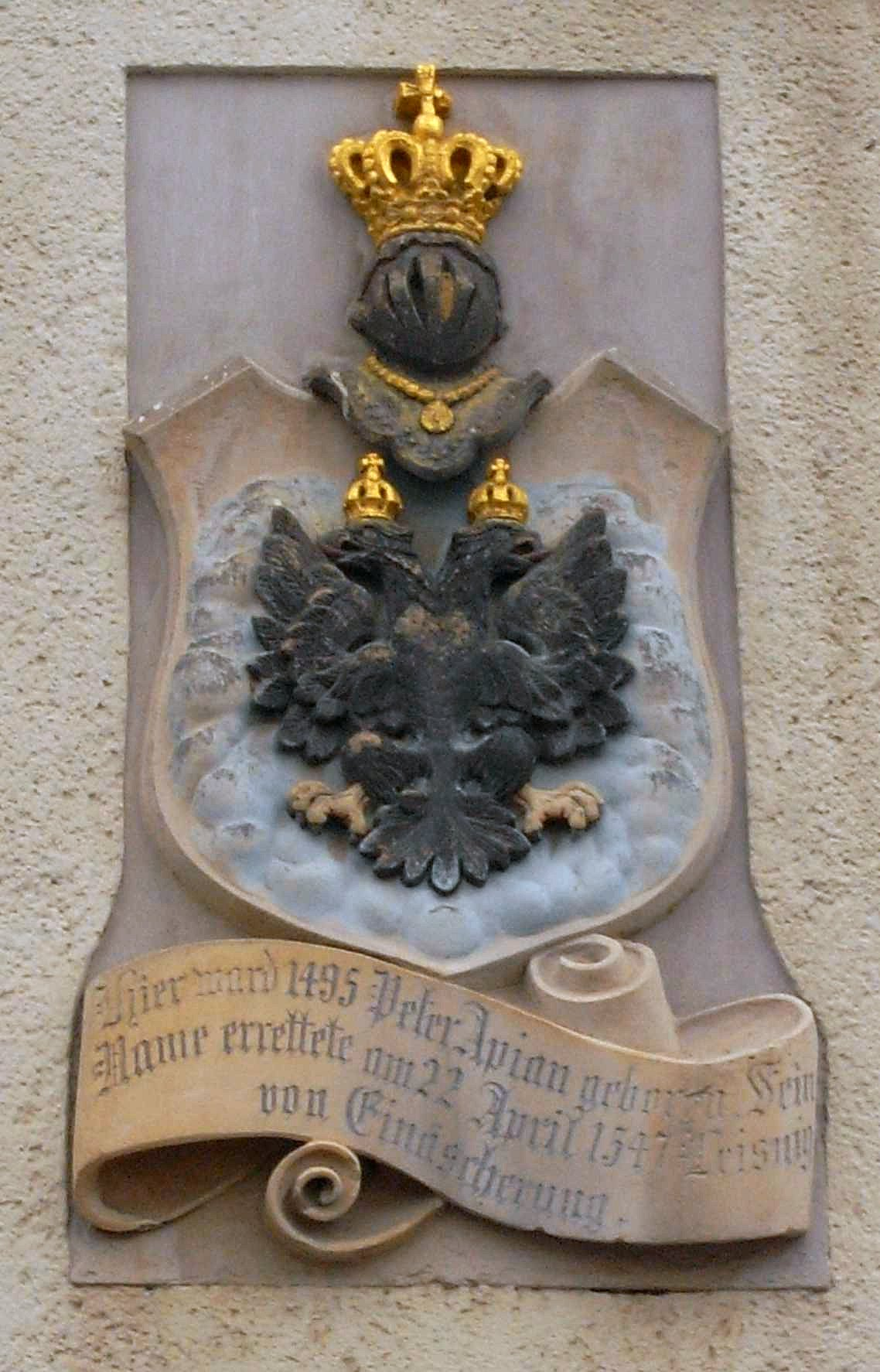
Wappen der Familie Apian am Markt in Leisnig

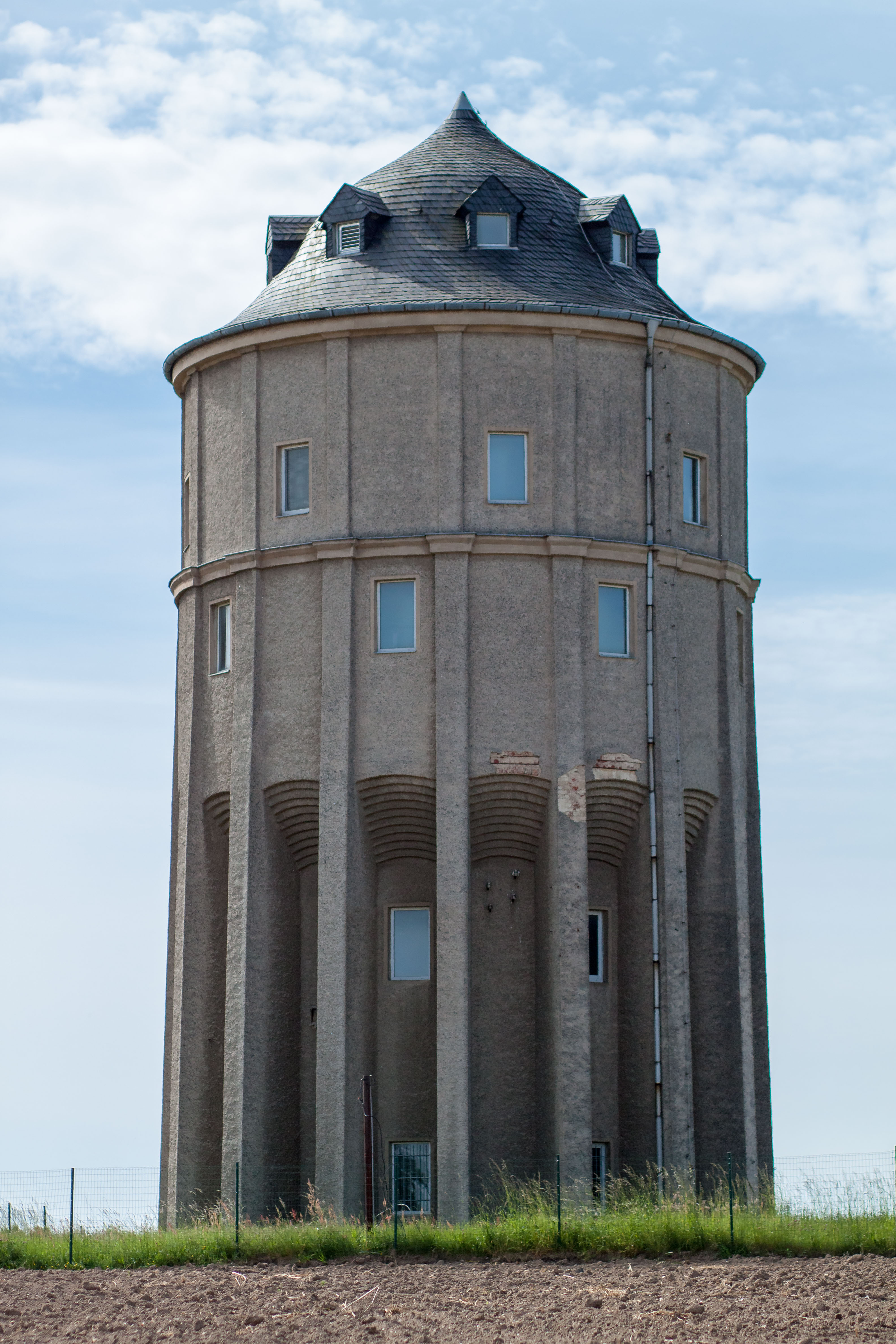
Wasserturm

Die 1000 Jahre alte Burg Mildenstein mit romanischem Wartturm befindet sich am Nordwestrand der Kernstadt. Die hauptsächliche Bausubstanz entstammt dem 14. und 15. Jahrhundert, Umgestaltungen erfolgten im 16. und 18. Jahrhundert. In der Nähe des Schlossberges befindet sich der Eselsbrunnen von 1938, der an die einst im Dienste der Stadt stehenden Transportesel erinnert. Unterhalb des Schlosses erstreckt sich die weitgehend erhaltene Altstadt mit der spätgotischen Stadtkirche St. Matthäi. Zu den aus der Bauzeit der Hallenkirche erhaltenen Elementen zählen das Sterngewölbe im Kirchenschiff und das Netzgewölbe im Altarraum. Der Taufstein wurde bereits 1638 und damit nur ein Jahr nach kriegsbedingter Zerstörung der Kirche von einer Leisniger Familie gestiftet. Der Altar (1663/64) ist ein Werk des Bildhauers Valentin Otte und des Malers Johann Richter, beide aus Meißen. Die Kanzel entstammt der 1906 abgebrochenen Hainichener Stadtkirche. Schräg gegenüber der Stadtkirche liegt die spätgotische Superintendentur aus dem 15. Jahrhundert. Am Haus Markt 13 findet sich das apianische Wappen. Der Westrand der historischen Altstadt wird von dem Malerwinkel mit seinen geduckten Häusern und verwinkelten Gassen bestimmt. Auf dem Peter-Apian-Platz wurde im Jahr 1900 ein Denkmal zu Ehren von Carl Ferdinand Adam, einem Begründer der deutschen Sängerbewegung, aufgestellt. Am Lindenplatz daneben befindet sich die rekonstruierte Kursächsische Postdistanzsäule aus Rochlitzer Porphyr, dessen Originalwappenstück im Museum auf dem Schloss aufbewahrt wird. Daneben steht seit 1902 der gleichermaßen aus Rochlitzer Porphyr bestehende und von dem Bildhauer Heinrich Goetschmann entworfene Heimatbrunnen. Die zweite Kirche der Altstadt ist die architektonisch einfach gehaltene Friedhofskirche St. Nicolai von 1540 am Südrand.
Der renovierte Wasserturm wird von der Wasserwirtschaft genutzt.
Vier Kilometer flussaufwärts vom Stadtzentrum liegt das Kloster Buch, ein ehemaliges Zisterzienserkloster mit teils noch erhaltenen baulichen Anlagen. Weitere sehenswerte sakrale Bauten in den Gemeindeteilen sind die romanische Kirche „St. Ägidien“ aus dem 12. Jahrhundert in Altenhof, die Dorfkirche Bockelwitz von 1797, die neoromanische Nikolaikirche in Polditz von 1865 mit Orgel aus der Werkstatt von Friedrich Ladegast (1868) und die im Jahr 1214 erstmals erwähnte Kirche in Sitten. Das ehemalige Wasserschloss in Sitten aus dem 16. Jahrhundert ist jetzt eine Grundschule. In Leuterwitz findet sich ein Windrad zur Energieerzeugung (Technisches Denkmal) aus dem Jahr 1922.

### Grünflächen und Naherholung
Das Schloss wird vom Schlosspark und dem Miruspark gesäumt, am Südrand der Altstadt liegen Johannistal- und Stadtpark. In Görnitz gibt es ein Wildgehege.

## Wirtschaft und Infrastruktur

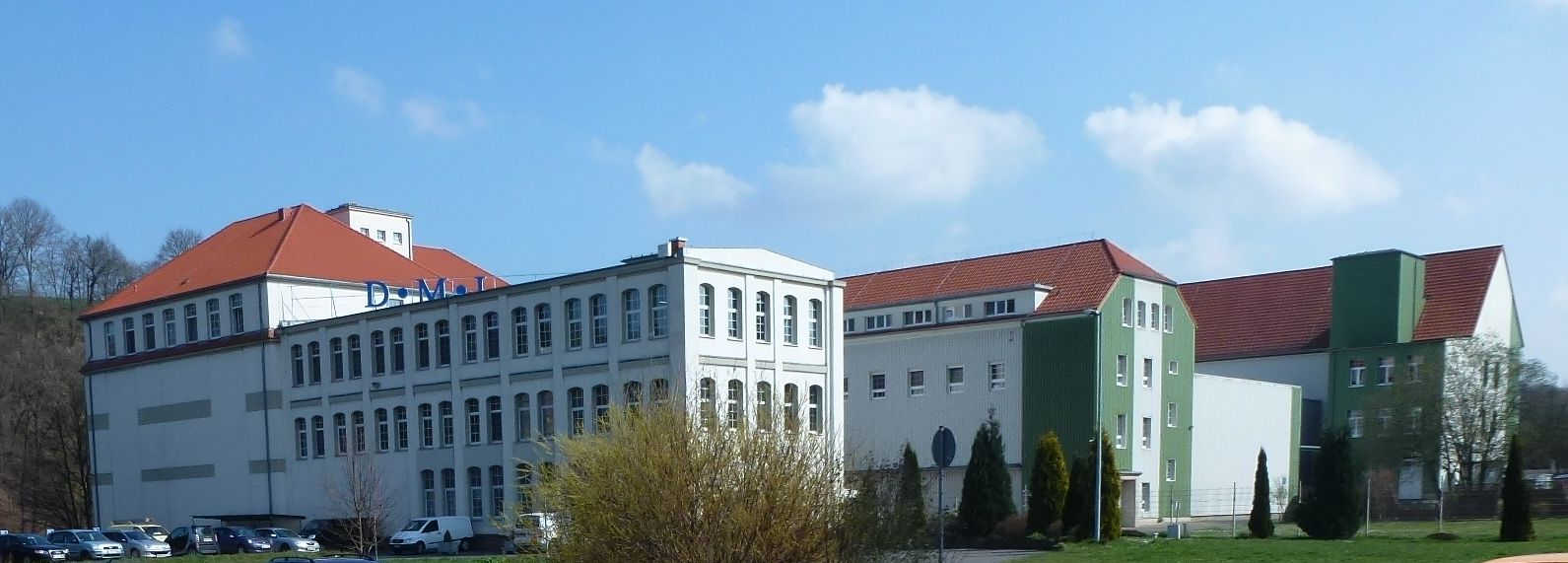
DMI Archivorganisation

### Unternehmen
Der in Münster ansässige Archivierungs-Dienstleister DMI GmbH & Co. KG erwarb nach der politischen Wende die maroden Immobilien eines ehemaligen Textilunternehmens an der Mulde. Mittlerweile ist die Leisniger Tochterfirma DMI Archivorganisation GmbH & Co. KG mit mehr als 800 Mitarbeitern der größte DMI-Standort und gleichzeitig der größte Arbeitgeber in Leisnig.
Das 1996 privatisierte Krankenhaus ist ein Regelversorger mit 175 Betten. 2020 bzw. 2021 stellte das Krankenhaus die Geburtshilfe sowie die Kinder- und Jugendmedizin in Leisnig ein.

### Bildung
Die Oberschule der Stadt ist die Peter-Apian-Oberschule Leisnig, der Grundschulbildung dienen die Sigismund-Reschke-Grundschule am Lindenplatz und die Emil-Naumann-Grundschule in Sitten. Kindertagesstätten jenseits der Kernstadt gibt es in Polkenberg, Börtewitz, Altenhof, Polditz und Sitten.

### Verkehr

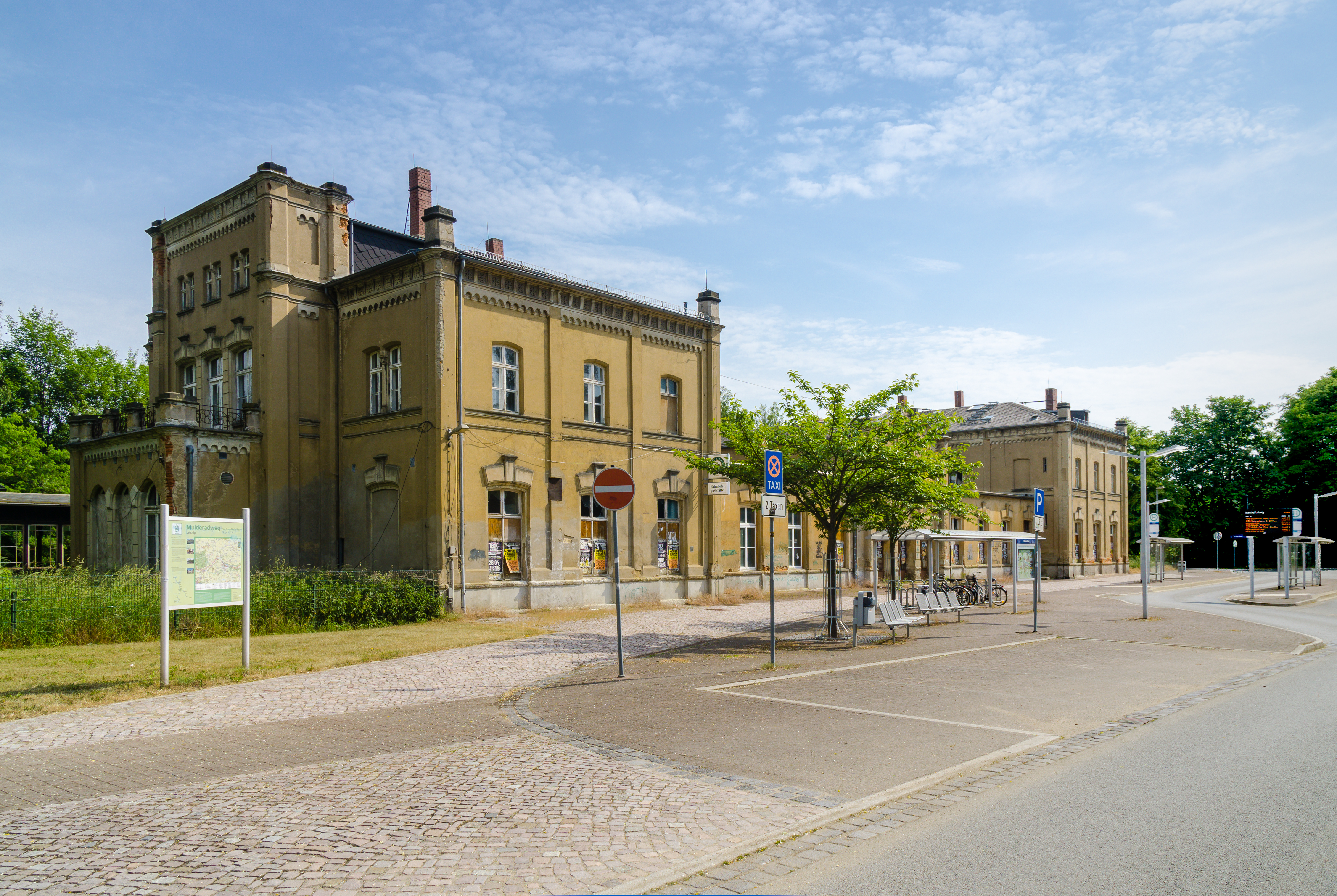
Bahnhof Leisnig, 2018

Leisnig verfügt über einen Bahnhof an der Bahnstrecke Borsdorf–Coswig, der von der Regionalbahnlinie RB 110 (Leipzig–Döbeln) bedient wird. Die Stadt gehört zum Tarifgebiet des Verkehrsverbunds Mittelsachsen (VMS).
Die Stadt ist über die A 14 (Anschlussstelle Leisnig) sowie die Bundesstraßen 107, 169 und 175 gut zu erreichen. Zudem liegt sie am Mulderadweg, der von Holzhau flussabwärts bis nach Dessau führt.

## Persönlichkeiten

### Söhne und Töchter

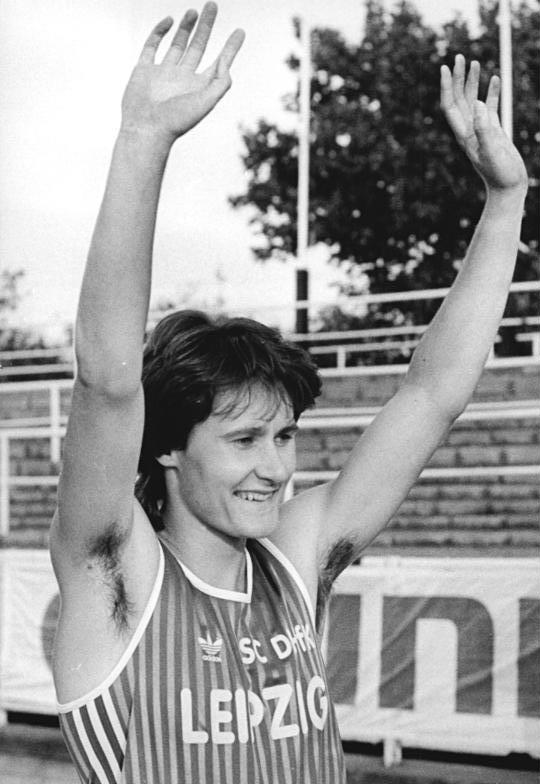
Kerstin Behrendt 1990

- Johann von Staupitz (1465–1524), Theologe, Beichtvater von Martin Luther
- Peter Apian (1495–1552), Mathematiker, Kartograf, Geograf und Astronom
- Johann Coppius (1562–1611), Mediziner und Mathematiker
- Georg Christoph von Taupadel (1595–1647), General in schwedischen Diensten, geboren in Börtewitz
- Georg Rimpler (1636–1683), Festungsbaumeister
- Johann Andreas Kunad (1638–1693), evangelischer Theologe
- Christian Gottlieb Schwarz (1675–1751), Philologe und Hochschullehrer an der Universität Altdorf
- Johann Kamprad (1678–1764), Chronist
- Johann Paul Kunzen (1696–1757), Organist und Komponist
- Christian August Wichmann (1735–1807), Schriftsteller
- Heinrich August Töpfer (1758–1833), Mathematiker
- Christian Traugott Otto (1791–1874), Direktor des Lehrerseminars in Dresden-Friedrichstadt
- Ernst Moritz Reichel (1798–1863), lutherischer Pfarrer und Chronist
- Carl Moritz Mirus (1800–1873), Jurist und Politiker
- Ludwig Würkert (1800–1876), evangelischer Pfarrer, Schriftsteller und Revolutionär
- Carl Hermann Müller (1823–1907), Geologe
- Franz Moritz Kirbach (1825–1905), Revolutionär 1848/49, Rechtsanwalt und Mitglied des Sächsischen Landtages
- Karl Adolf Mirus (1829–1907), Rechtsanwalt und Mäzen in Leisnig
- Theodora Elisabeth Vollmöller (1865–1934), Frauenrechtlerin und Schriftstellerin
- Hermann Clajus (1881–1933), Berliner Kommunalpolitiker (SPD)
- Ruth Meier (1888–1965), Malerin und Grafikerin
- Friedrich Olbricht (1888–1944), General der Infanterie, maßgeblich beteiligt am Attentat vom 20. Juli 1944 gegen Adolf Hitler
- Willy Wiederroth (1896–1945), politischer Funktionär der NSDAP
- Max-Hermann Hörder (1925–1996), Hämatologe und Leibarzt des saudi-arabischen Königs Saud ibn Abd al-Aziz
- Karl Pöschel (1931–2006), Fußballspieler
- Christina Brade (1936–2007), Schmuckgestalterin
- Klaus-Dieter Kulbe (1938–2014), Chemiker und Hochschullehrer
- Lothar Voigtländer (* 1943), Komponist
- Jürgen Kurth (* 1951), Opernsänger, Leipziger Kammersänger und Professor für klassischen Gesang an der Hochschule für Musik und Theater „Felix Mendelssohn Bartholdy“
- Rainer Genss (Solotänzer im Friedrichstadtpalast)
- Kathrin Dannenberg (* 1966), Politikerin (Die Linke), Mitglied des Landtags von Brandenburg
- Beate Schramm (* 1966), Olympiasiegerin 1988 im Rudern
- Kerstin Behrendt (* 1967), Leichtathletin
- Anja Heyde (* 1976), TV-Moderatorin und Journalistin
- Lars Herrmann (* 1977), Polizist und Politiker
- Janet Müller (* 1984), Laiendarstellerin und Model
- Tobias Heller (* 1986), Politiker

### Persönlichkeiten, die vor Ort gewirkt haben
- Martin Luther (1483–1546), Reformator, entwickelte bei seinen Besuchen 1523 für die Stadt Leisnig die Leisniger Kastenordnung
- Gottfried Cundisius (1599–1651), war in Leisnig Superintendent
- Andreas Kunad (1602–1662), deutscher Pädagoge und lutherischer Theologe, war in Leisnig Superintendent
- Johann Friedrich Mayer (1650–1712), war in Leisnig Superintendent
- Georg von der Gabelentz (1840–1893), bekannter Sinologe, war in Leisnig in juristischem Dienst
- Ernst Georg Jünger (1868–1943), Apotheker und Chemiker, Inhaber der Löwenapotheke in Leipzig, Vater des Schriftstellers Ernst Jünger und des Lyrikers Friedrich Georg Jünger

## Belege
1. ↑  Bevölkerung der Gemeinden Sachsens am 31. Dezember 2024 – Fortschreibung des Bevölkerungsstandes auf Basis des Zensus vom 15. Mai 2022 (Gebietsstand 01.01.2024). Statistisches Landesamt des Freistaates Sachsen, abgerufen am 4. Juli 2025. (Hilfe dazu).
2. ↑  Kleinräumiges Gemeindeblatt. (PDF; 1,26 MB) Bevölkerung, Haushalte, Familien und deren Wohnsituation am 9. Mai 2011. Statistisches Landesamt Sachsen, abgerufen am 3. November 2015.
3. 1 2 3 4  Digitales Historisches Ortsverzeichnis Sachsen – Leisnig.
4. ↑  Digitales Historisches Ortsverzeichnis Sachsen – Tragnitz.
5. ↑  Digitales Historisches Ortsverzeichnis Sachsen – Altleisnig.
6. ↑  Lage der Stadtmauer auf einem um 1680 entstandenen Plan.
7. 1 2  Karlheinz Blaschke: Das Städtewesen vom 12. bis zum 19. Jahrhundert. Begleitheft zur Karte B II 6 des Atlas zur Geschichte und Landeskunde von Sachsen, Leipzig / Dresden 2003, S. 21.
8. ↑  Frauke Gränitz: Landverkehrswege als Faktoren der Entwicklung der Kulturlandschaft und des Straßenwesens im Kurfürstentum Sachsen von 1648 bis 1800. Der Beispielstraßenzug Leipzig – Deutscheinsiedel. Dissertation TU Chemnitz, Chemnitz 2007, S. 117.
9. ↑  Zeittafel. Stadt Leisnig, archiviert vom Original (nicht mehr online verfügbar) am 4. August 2011; abgerufen am 11. August 2012.
10. ↑  Bürgermeister Anton Clauß. Stadt Leisnig, archiviert vom Original (nicht mehr online verfügbar) am 25. November 2020; abgerufen am 11. August 2012.
11. ↑  Cornelius Gurlitt: Leisnig. In: Beschreibende Darstellung der älteren Bau- und Kunstdenkmäler des Königreichs Sachsen. 25. Heft: Amtshauptmannschaft Döbeln. C. C. Meinhold, Dresden 1903, S. 109.
12. ↑  Leißnig. In: August Schumann: Vollständiges Staats-, Post- und Zeitungslexikon von Sachsen. 5. Band. Schumann, Zwickau 1818, S. 605–613.
13. ↑  Eduard von Mildenstein (Hrsg.): Chronik der Stadt Leisnig. Verlag Albert Bethke, Leisnig 1857, S. 113.
14. ↑  Stadt Leisnig – Geschichte als Garnisonsstadt (Memento vom 15. Januar 2016 im Internet Archive).
15. 1 2  Karlheinz Blaschke: Leisnig. In: Walter Schlesinger (Hrsg.): Handbuch der historischen Stätten Deutschlands. Band 8: Sachsen (= Kröners Taschenausgabe. Band 312). Kröner, Stuttgart 1965, DNB 456882952, S. 199.
16. ↑  Johannes Kamprad: Das jetzt lebende Leißnig, mit seinen Häusern und andern Gebäuden, wie auch eingepfarten Dörffern, allerleÿ Künstlern, Handwerckern, und lebendigen Menschen Zu dieser Zeit. Plan von 1753.
17. ↑  Eduard von Mildenstein (Hrsg.): Chronik der Stadt Leisnig. Verlag Albert Bethke, Leisnig 1857, S. 135.
18. 1 2 3 4 5 6 7 8 9 10 11 12 13 14 15 16 17 18 19 20 21 22 23 24 25  Gemeinden 1994 und ihre Veränderungen seit 01.01.1948 in den neuen Ländern. Verlag Metzler-Poeschel, Stuttgart, 1995, ISBN 3-8246-0321-7, Hrsg.: Statistisches Bundesamt.
19. 1 2 3 4 5   Statistisches Landesamt des Freistaates Sachsen.
20. 1 2 3 4 5 6 7 8 9  Das Sachsenbuch. Kommunal-Verlag Sachsen, Dresden 1943
21. 1 2 3 4 5 6 7  Sächsisches Staatsarchiv: Bestand 20026 Amtshauptmannschaft Döbeln .
22. ↑  Sächsisches Staatsarchiv: Bestand 20237 Bezirkstag / Rat des Bezirkes Leipzig; Archivaliensignatur 03756 - Änderung von Bezirks-, Kreis- und Gemeindegrenzen und Umbenennung von Gemeinden, Band 10 .
23. 1 2  Verzeichnisse der seit Mai 1945 eingemeindeten Gemeinden und Nachweis über die Aufgliederung der selbständigen Gutsbezirke und Staatsforstreviere, 1952, Herausgeber Ministerium des Innern des Landes Sachsen
24. ↑  Referat Kommunikation und Öffentlichkeitsarbeit: Wahlergebnisse - Wahlen - sachsen.de. Abgerufen am 7. September 2024.
25. ↑  Referat Kommunikation und Öffentlichkeitsarbeit: Wahlergebnisse - Wahlen - sachsen.de. Abgerufen am 7. September 2024.
26. ↑  Referat Kommunikation und Öffentlichkeitsarbeit: Wahlergebnisse - Wahlen - sachsen.de. Abgerufen am 7. September 2024.
27. ↑  Carsten Graf wird neuer Bürgermeister in Leisnig. Abgerufen am 22. September 2022.
28. ↑  Manfred Bensing, Karlheinz Blaschke, Karl Czok, Gerhard Kehrer, Heinz Machatscheck: Lexikon Städte und Wappen der DDR. Hrsg.: Heinz Göschel. 2. neubearb. und erw. Auflage. Bibliographisches Institut, Leipzig 1984, S. 256.
29. ↑  D. Wurzel: Städtepartnerschaft mit der ungarischen Stadt Halásztelek. Stadt Leisnig, archiviert vom Original (nicht mehr online verfügbar) am 28. September 2011; abgerufen am 11. August 2012 (Wiedergabe eines Artikels der Döbelner Allgemeine Zeitung, 28. Oktober 2009).  Info: Der Archivlink wurde automatisch eingesetzt und noch nicht geprüft. Bitte prüfe Original- und Archivlink gemäß Anleitung und entferne dann diesen Hinweis.
30. ↑  Dieter Lammersdorf: Oldtimermuseen in Deutschland. Johann Kleine Vennekate-Verlag, Lemgo 2014, ISBN 3-935517-06-8, S. 106.
31. ↑  Museum Historische Maschinen & Fahrzeuge Auf andrae-leisnig.de, abgerufen am 12. November 2022.
32. ↑  Kirche St. Pankratius zu Tragnitz. Stadt Leisnig, archiviert vom Original (nicht mehr online verfügbar) am 25. Februar 2013; abgerufen am 11. August 2012.  Info: Der Archivlink wurde automatisch eingesetzt und noch nicht geprüft. Bitte prüfe Original- und Archivlink gemäß Anleitung und entferne dann diesen Hinweis.
33. ↑  Peter Apian (1495–1552). Stadt Leisnig, archiviert vom Original (nicht mehr online verfügbar) am 12. Mai 2014; abgerufen am 11. August 2012.  Info: Der Archivlink wurde automatisch eingesetzt und noch nicht geprüft. Bitte prüfe Original- und Archivlink gemäß Anleitung und entferne dann diesen Hinweis.
34. ↑  Konzernlagebericht 2020. In: Deutsches Mikrofilminstitut für medizinische Dokumentation und Archivierung Reinhold Schmelter GmbH & Co. KG, Münster. Konzernabschluss zum Geschäftsjahr zum 31. Dezember 2020. 28. Juni 2021. Auf Bundesanzeiger.de, abgerufen am 1. Februar 2022.
35. ↑  Pressemitteilung vom 25. Februar 2021
36. ↑  Pressemitteilung vom 30. November 2021
37. ↑  Leisnig (Stadtgericht). In: Staatsarchiv Leipzig. Abgerufen am 26. März 2020. (Infotext zum Leisniger Stadtgericht unter „Einleitung“.)